# Tim White (Filmproduzent)
Tim White (* 1983 in Annapolis, Maryland) ist ein US-amerikanischer Filmproduzent.

## Leben
Tim White wuchs in Annapolis, Maryland zusammen mit seinem jüngeren Bruder Trevor White auf und besuchte dort die The Key School. Ihre Mutter Patti White ist Dokumentarfilmerin. Sie unterstützte das Bestreben ihrer Kinder, im Filmgeschäft Fuß zu fassen. Er besuchte später das Williams College und schloss dort 2005. Während dieser Zeit spielte er Tennis.
2013 debütierten die Brüder mit dem Film Jamesy Boy, bei dem Trevor White Regie führte und auch für das Drehbuch verantwortlich war. Der Film behandelt den realen Fall eines Bekannten der Brüder, der als Teenager einer Straßengang angehörte und durch widrige Umstände in einem Hochsicherheitsgefängnis landete. Tim White produzierte den Film.
Die beiden Brüder produzierten einige Filme zusammen, darunter die Tragikomödie Ingrid Goes West, für die sie mit dem Independent Spirit Award erhielten. 2021 produzierten sie zusammen mit Will Smith den oscarnominierten Film King Richard, der jedoch nicht gewann.
White gehört der Academy of Motion Picture Arts and Sciences sowie der Producers Guild of America an.

## Filmografie
| Jahr | Film                      | Rolle                  |
| ---- | ------------------------- | ---------------------- |
| 2016 | Jamesy Boy                | Regisseur, Writer      |
| 2016 | The Good Neighbor         | Produzent              |
| 2016 | LBJ                       | Produzent              |
| 2017 | A Crooked Somebody        | Regisseur              |
| 2017 | Ingrid Goes West          | Produzent              |
| 2017 | Wind River                | Ausführender Produzent |
| 2017 | Die Verlegerin (The Post) | Ausführender Produzent |
| 2018 | Welcome Home              | Produzent              |
| 2019 | Villains                  | Produzent              |
| 2020 | The Evening Hour          | Ausführender Produzent |
| 2021 | King Richard              | Produzent              |
| 2021 | 8-Bit Christmas           | Produzent              |

## Filmpreise
| Award                             | Datum           | Kategorie                                  | Film             | Nominiert                                                                            | Resultat  |       |
| --------------------------------- | --------------- | ------------------------------------------ | ---------------- | ------------------------------------------------------------------------------------ | --------- | ----- |
| Oscar                             | 27. März 2022   | Bester Film                                | King Richard     | Tim White, Trevor White, Will Smith                                                  | Nominiert |       |
| Producers Guild of America Awards | 19. März 2022   | Best Theatrical Motion Picture             | King Richard     | Tim White, Trevor White, Will Smith                                                  | Nominiert | [ 6 ] |
| Producers Guild of America Awards | 19. März 2022   | Best Television or Streamed Motion Picture | 8-Bit Christmas  | Tim White, Trevor White, Allan Mandelbaum                                            | Nominiert | [ 6 ] |
| Black Reel Awards                 | 8. Februar 2022 | Outstanding Motion Picture                 | King Richard     | Tim White, Trevor White, Will Smith                                                  | Gewonnen  | [ 7 ] |
| Independent Spirit Awards         | 3. März 2018    | Bester Debütfilm                           | Ingrid Goes West | Jared Goldman, Adam Mirels, Robert Mirels, Aubrey Plaza, Tim White, und Trevor White | Gewonnen  | [ 8 ] |